# Csonka András (labdarúgó)
Csonka András Mátyás (Budapest, 2000. május 1. –) magyar labdarúgó, a Zalaegerszegi TE középpályása.

## Pályafutása

### Klubcsapatokban
Csonka többek közt a Gloriett SE, majd a Főnix Gold FC korosztályos együtteseinél játszott. Emellett futsalozott a Kispest SE-nél, majd az ELTE-BEAC-ban.
2015-től két éven keresztül a Ferencvárosi TC korosztályos csapataiban szerepelt. Az FTC felnőttcsapatában 2016 októberében lépett először pályára az ŠK Slovan Bratislava elleni, 2–1-re végződő felkészülési mérkőzésen. A csapattal hat felkészülési találkozón jutott lehetőséghez, mígnem 2017 márciusában profi szerződést kötött a klubbal. Első magyar élvonalbeli mérkőzését 2017. augusztus 27-én játszotta a Videoton ellen.
Öt alkalommal lépett pályára a 2018–2019-es szezonban bajnoki címet szerző Ferencvárosban. 2019 nyarán, miután a Magyar labdarúgó Szövetség újonnan bevezetett szabályozása ezt lehetővé tette, amellett, hogy maradt a zöld-fehérek keretének tagja, alkalomadtán a klub tartalékcsapatának számító másodosztályú Soroksár SC is pályára lépett. A 2019–2020-as szezonban 17 másodosztályú bajnokin szerepelt, emellett az újabb bajnoki címet szerző Ferencvárosban is lehetőséget kapott öt bajnokin és több kupamérkőzésen is. 2019 decemberében meghosszabbította szerződését a Ferencvárossal.
A 2020–2021-es szezonban a Bajnokok Ligája csoportkörébe jutott Ferencváros keretébe is bekerült. 2021. januárjától a szezon hátralevő részére az élvonalban újonc Budafoki MTE csapatának adta kölcsön a Ferencváros. Január 24-én, az MTK ellen játszotta első bajnokiját a csapatban, és a 2–2-es döntetlenre végződő mérkőzésen csapata egyik legjobbjaként gólt is szerzett. A 2021–2022-es szezonra az élvonalban újonc Gyirmóthoz került kölcsönbe.

### A válogatottban
Csonka tagja volt a 2017-es U17-es labdarúgó-Európa-bajnokságra kijutott magyar csapatnak, mellyel a tornán a negyeddöntőig jutott. 2021 márciusában Gera Zoltán szövetségi edző nevezte őt a 2021-es U21-es labdarúgó-Európa-bajnokságon szereplő magyar válogatott keretébe. A románok ellen 2–1-re elvesztett csoportmérkőzésen ő szerezte a magyar csapat gólját. 2021. augusztus 26-án újból meghívót kapott az U21-es válogatott keretébe az őszi Európa-bajnoki selejtezőkre.

## Sikerei, díjai
Ferencvárosi TC
- Magyar bajnok (2): 2018–19,[15] 2019–20[16]
- Magyar bajnoki ezüstérmes: 2017–18